# Hymenoepimecis cameroni
Hymenoepimecis cameroni är en stekelart som beskrevs av Henry Keith Townes, Jr. 1966. Hymenoepimecis cameroni ingår i släktet Hymenoepimecis och familjen brokparasitsteklar. Inga underarter finns listade i Catalogue of Life.